# 17024 Costello
17024 Costello (1999 EJ5) là một tiểu hành tinh vành đai chính được phát hiện ngày 15 tháng 3 năm 1999 bởi J. Broughton ở Reedy Creek Observatory.